# Rex Grossman
Rex Daniel Grossman III (født 23. august 1980 i Bloomington, Indiana, USA) er en amerikansk footballspiller (quarterback), der pt. er free agent. Grossman har tidligere spillet en årrække i NFL, hvor han har repræsenteret Chicago Bears, Houston Texans og Washington Redskins.
Grossman var den startende quarterback for det Chicago Bears-hold, der i 2007 spillede sig frem til Super Bowl XLI. Her kunne han dog ikke forhindre et nederlag til Indianapolis Colts.

## Klubber
- 2003-2008: Chicago Bears
- 2009: Houston Texans
- 2010-2013: Washington Redskins